# Haut-Folin
Pour les articles homonymes, voir Folin.
Le Haut-Folin est le point culminant du massif du Morvan, situé sur le territoire de la commune de Saint-Prix (Saône-et-Loire), dans le massif du Bois du Roi. Il s'élève à 901 mètres d'altitude et supporte le relais de télévision Autun-Bois-du-Roi. C'est également le point culminant du département.

## Géographie

### Situation

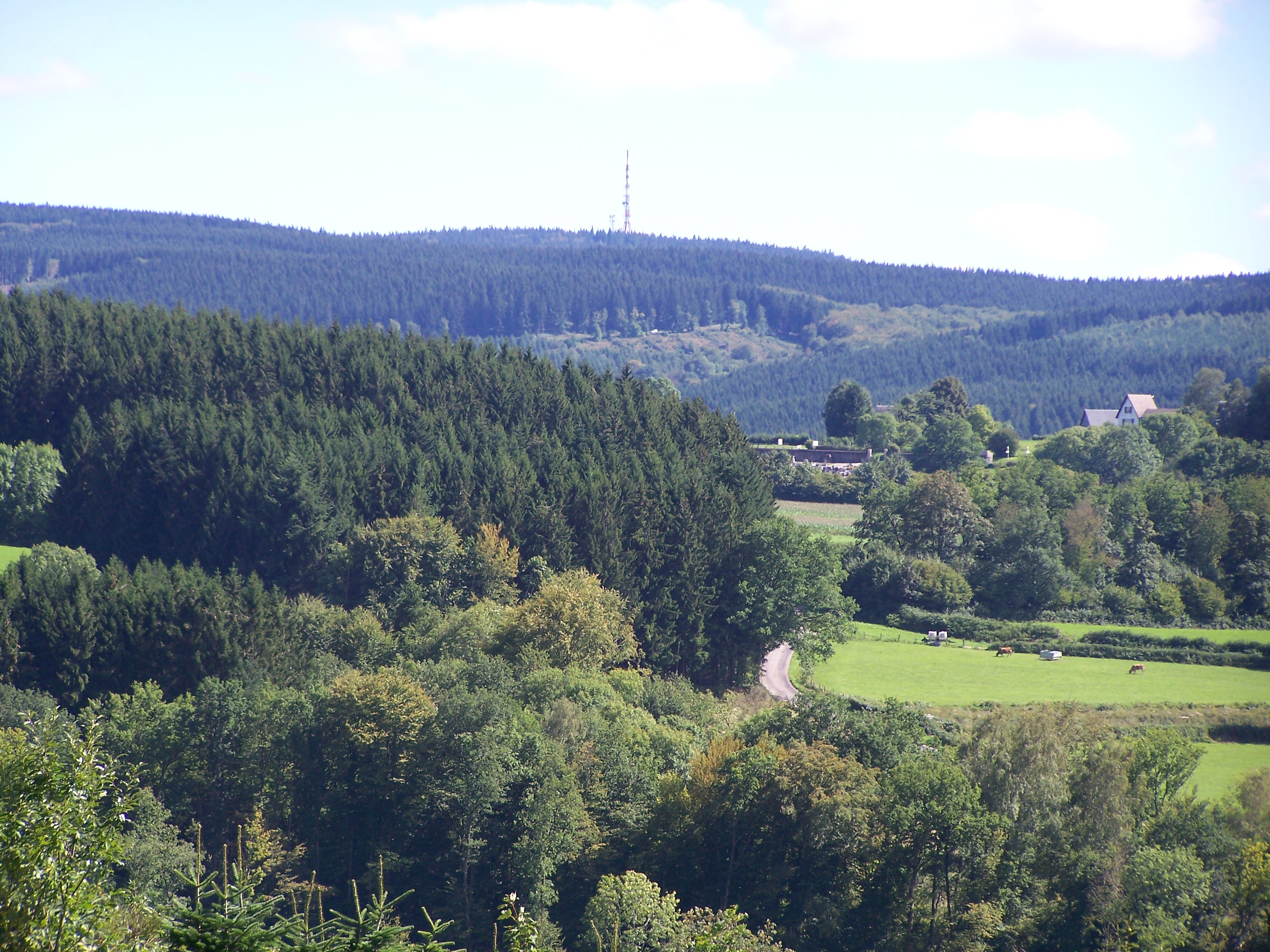
Vue du Haut-Folin depuis le théâtre gallo-romain des Bardiaux.

Le sommet est desservi par la route départementale D500 où un parking permet de se garer au col du Haut-Folin (874 m), une route forestière rejoint ensuite la partie sommitale. Il est également traversé par le sentier de grande randonnée GR 13 qui relie Fontainebleau à Bourbon-Lancy.

### Panorama
Par temps clair, du fait de l'absence d'obstacles, on peut apercevoir le mont Blanc distant de 250 km. Le Bas-Folin, distant d'un peu plus d'1,5 km, culmine à 832 m d'altitude.

### Climat
Le climat du Haut-Folin est assez contrasté. Du fait de son altitude, il subit une influence montagnarde, mais sur ses pentes inférieures le climat peut varier d'océanique, à semi-continental d'après la classification de Köppen.
Le Haut-Folin ne subit pas un enneigement important du fait de son altitude peu élevée. L'hiver 2021 fut toutefois l'un des plus rudes et des plus enneigés depuis 1986, avec jusqu'à 50 cm de neige par endroits.

## Activités

### Sports d'hiver
Le Haut-Folin est la station de ski la plus proche de Paris. Installés par le Club alpin français (CAF), un téléski, une piste de ski alpin, un chalet-restaurant existaient jusqu'à la fin des années 1980 mais, faute d'enneigement suffisant et en dépit de la présence de canons à neige, ils ont été abandonnés. 
Aujourd'hui, la station comporte 40 km de pistes. Cinq itinéraires balisés — Le Relais 3 km, Grand Montarnu 5 km, La Proie 6 km, Les Carnés 12 km et Reuchemin 14 km — permettent la pratique du ski de fond.

### Télécommunications
Il existe aussi un émetteur de télévision TDF à son sommet qui diffuse aussi des radios publiques en FM.

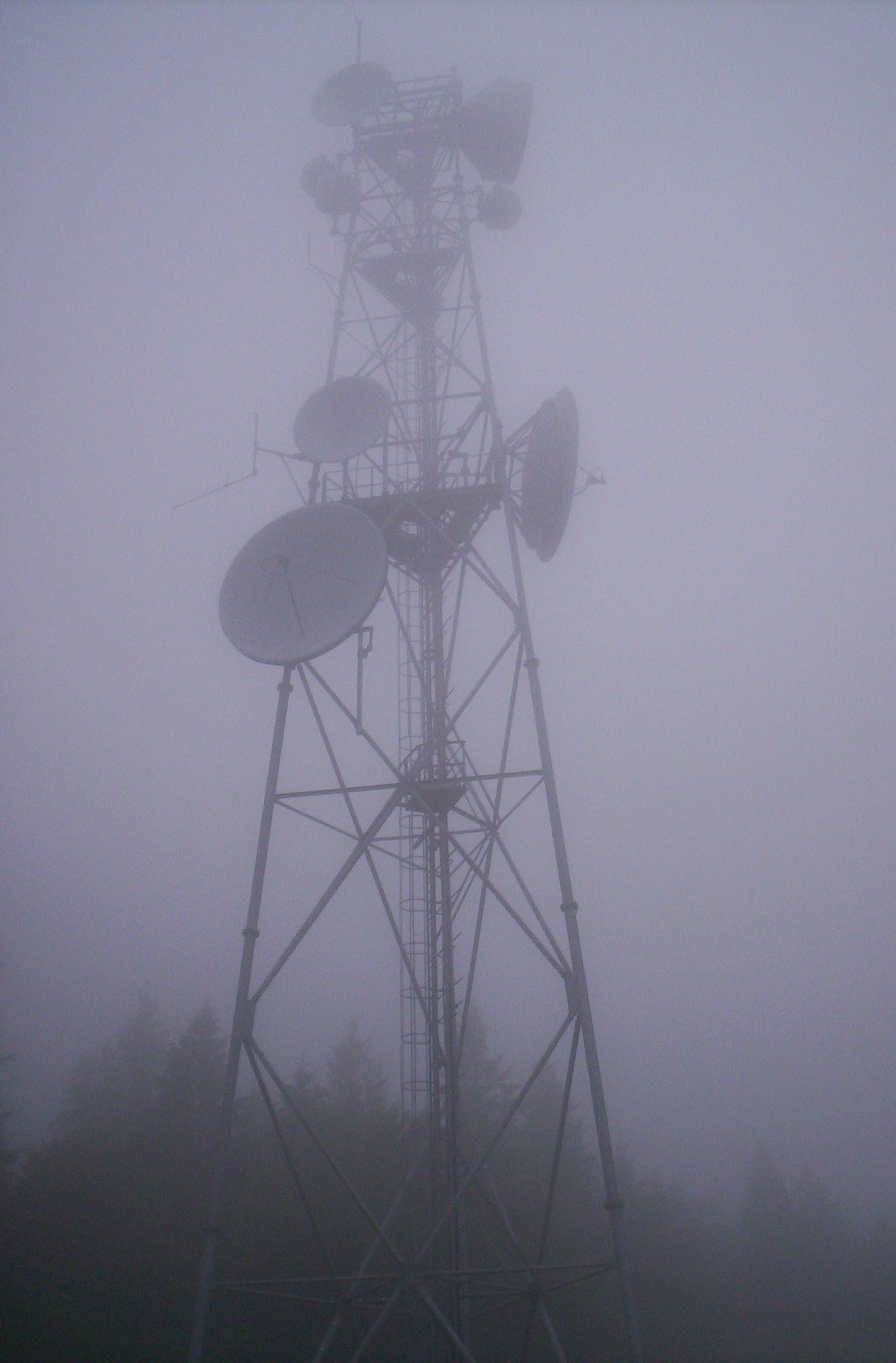
Relais de télévision.
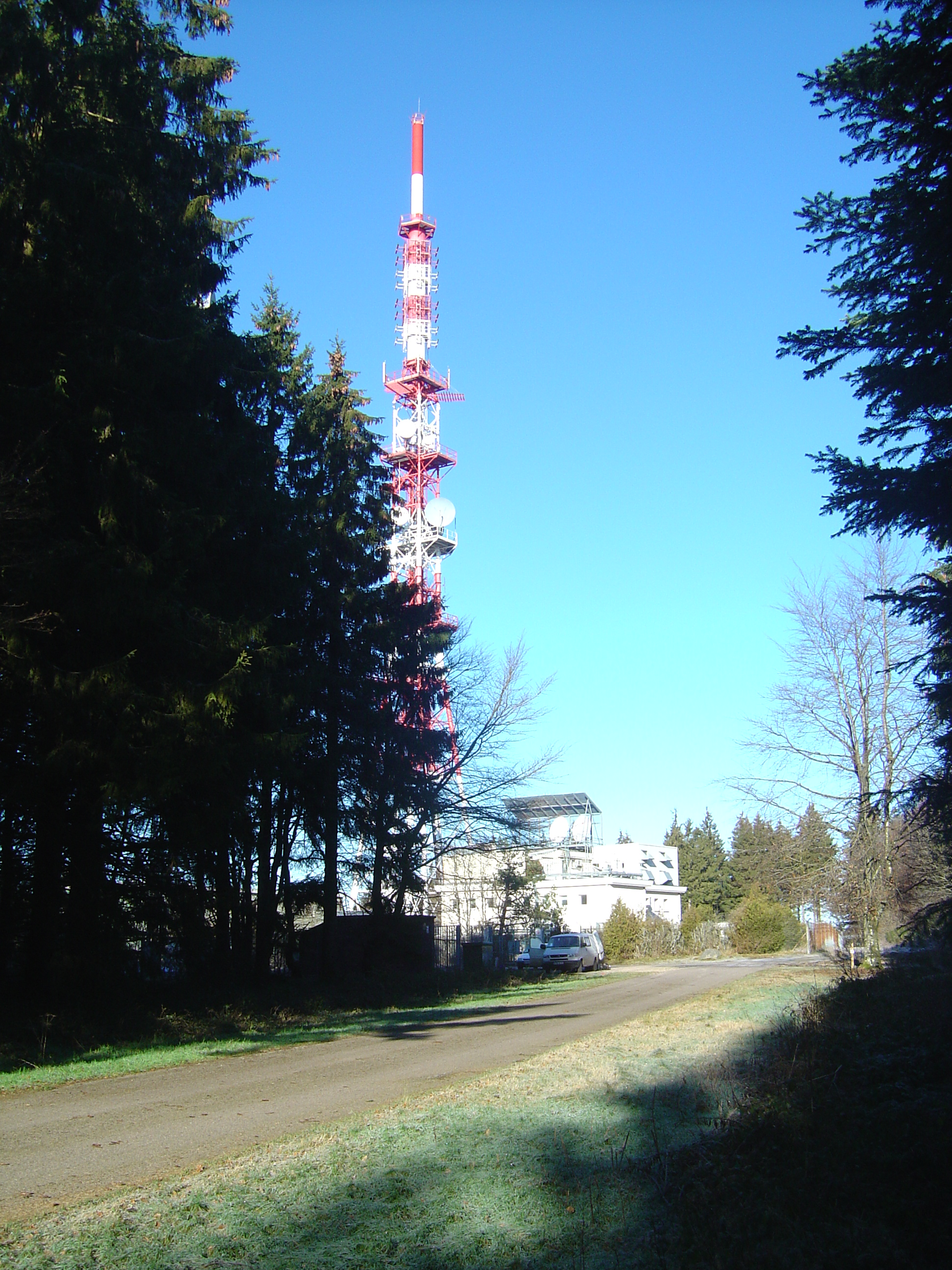
Émetteur.

### Projet de tour d'observation
Un projet de construction d'une tour d'observation de 45 m de haut a été présenté par l'entreprise allemande EAK en 2016. Celui-ci a été abandonné à cause d'une rentabilité estimée non assurée. 